# Союз ТМ-16
Союз ТМ-16 — російський пілотований космічний корабель (КК) серії «Союз ТМ», типу 7К-СТМ, індекс ГРАУ 11Ф732. Серійний номер 65. Міжнародні реєстраційні номери: NSSDC ID: 1993-005A; NORAD ID: 22319.
П'ятнадцятий пілотований політ корабля серії «Союз-ТМ» до орбітальної станції Мир. 16-й пілотований політ до орбітальної станції «Мир», 153-й пілотований політ, 150-й орбітальний політ.
Корабель замінив Союз ТМ-15.

## Екіпаж

### На старті
- Командир Манаков Геннадій Михайлович; (2й політ);
- Бортінженер Поліщук Олександр Федорович; (1й політ);

### При посадці
- Командир Манаков Геннадій Михайлович; (2й політ);
- Бортінженер Поліщук Олександр Федорович; (1й політ);
- Космонавт-дослідник Жан-П'єр Еніре. (1й політ);

## Опис польоту

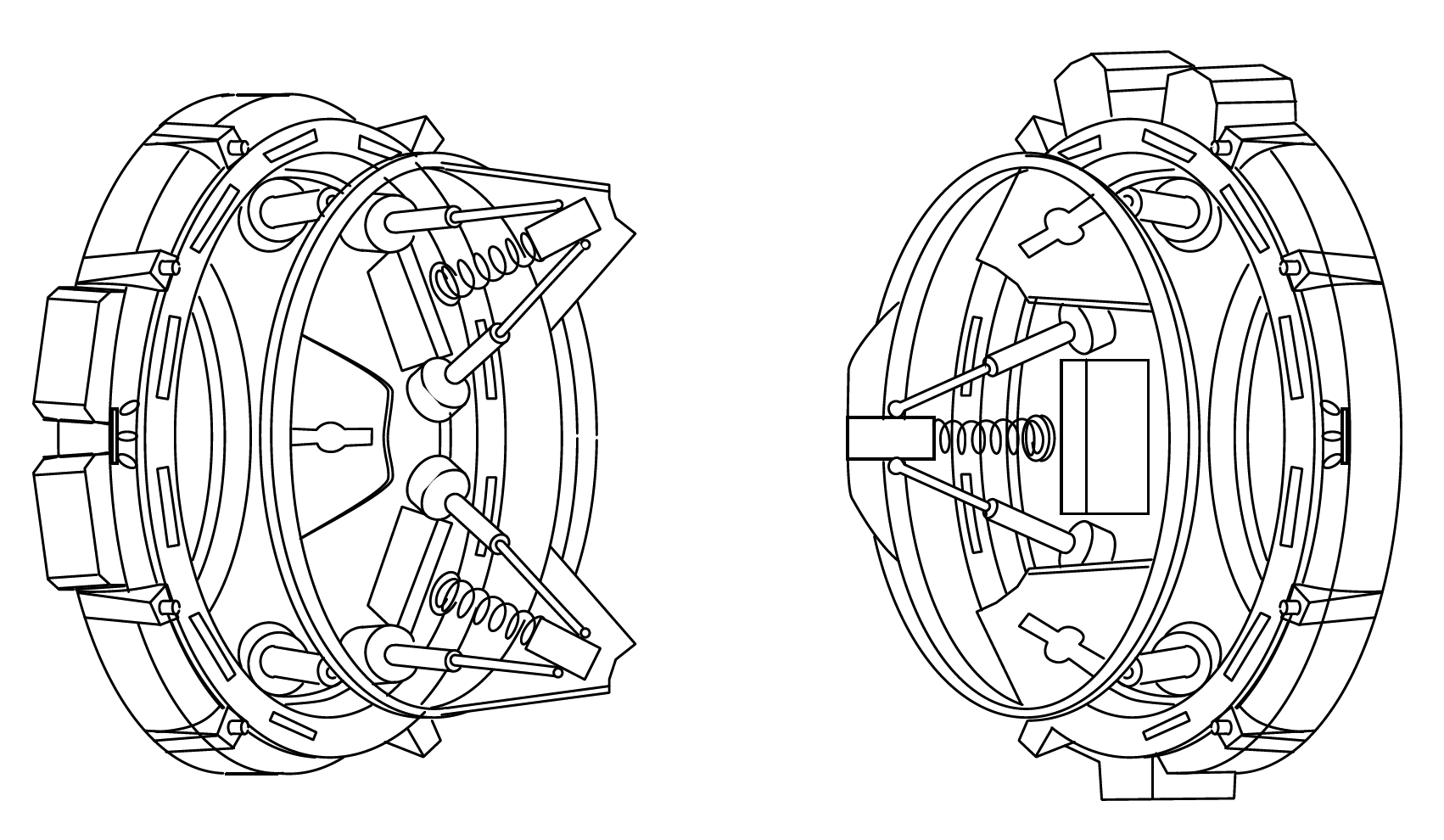
Андрогінна система стикування АПАС-89

«Союз ТМ-16» був першим і досі єдиним кораблем Союз, який був оснащений нестандартною системою стикування і пристикованим не до основного модулю станції «Мир», або модулю ««Квант». На кораблі вперше була застосована система стикування АПАС-89 (89 означає рік розробки), яка являла собою поліпшений варіант системи АПАС-75 (яку застосовували під час місій «Союз-Аполлон»). Ця система, на відміну від попередніх, дозволяла будь-якому кораблю грати як активну, так і пасивну роль при стикуванні. Ця система була розроблена для забезпечення стикування космічного корабля «Буран» до орбітальної станції «Мир». З цією метою на модулі «Кристал» була встановлена така ж система. Також подібною системою повинні були оснащуватися кораблі серії Союз-ТМ з тим, щоб служити в ролі рятувальних кораблів при випробувальних пілотованих польотах системи «Буран». Такий Союз-ТМ мав перебувати на Землі в стані готовності і при необхідності стартувати з одним космонавтом на борту з метою забрати астронавтів з «Бурана» і доставити їх на «Мир» або на Землю.
Після припинення у 1992 році програми «Буран» єдиний побудований «Союз» з такою системою стикування був використаний для доставки основного екіпажу на станцію «Мир». «Союз ТМ-16» був пристикований до модуля «Кристал». Згодом система АПАС-89 застосовувалася в програмі «Мир-Шаттл», в деяких модулях МКС і стикувальній системі Шаттлів для стикування з МКС.
Ще однією особливістю даної місії був експеримент «Знамя» з розгортання 20-метрового рефлектора Сонця, що був доставлений кораблем «Прогрес М-15». За допомогою цього рефлектора планувалося вивчити можливість застосування таких відбивачів для освітлення великих наземних будівництв з космосу. Експеримент виявився невдалим — повністю розгорнути відбивач не вдалося.
Наукова програма експедиції складалася з астрофізичних, матеріалознавчих, біологічних, медичних і технологічних експериментів. Крім цього, були проведені 140 спостережень Землі. При цьому робилися прогнозування врожаю, пошук корисних копалин, спостереження вулканічної активності в інфрачервоному діапазоні і спостереження за нерестовими місцями деяких видів риб. Під час експедиції здійснювалися вимірювання космічного випромінювання, спостереження зірок в УФ діапазоні, дослідження верхніх шарів атмосфери (в тому числі за концентрацією озону). Були проведені пошуки міжпланетних пилових хмар, рентгенівських джерел і важких елементів в нашій галактиці. Вивчалася поведінка і можливості застосування розплавлених металів в невагомості. Особливо досліджувалася поведінка процесів плавлення і змішування в присутності електростатичних і магнітних полів. Крім цього, вимірювалася ступінь опромінення всередині станції і випробування теплозахисних барвників.
Під час двох виходів у відкритий космос 14 квітня і 18 червня було підготовлено переміщення двох сонячних батарей з модуля «Кристал» на модуль «Квант». З цією метою був прокладений кабель і встановлений прилад позиціонування сонячних панелей. Також станцію було обстежено на зовнішні пошкодження і була полагоджена антена зв'язку.
Провіант і витратні матеріали доставлялися транспортними кораблями «Прогрес М-16», «М-17» і «М-18».